# رشيد بلعالية
رشيد بلعالية المدعو أبو الفدا هو مقرئ ومنشد جزائري مولود بتاريخ 1973م في مدينة الجزائر.

## مساره
بدأ المنشد «رشيد بلعالية» مساره الفني في ميدان الإنشاد الديني والوطني.
ثم تخصص في قراءة القرآن برواية ورش عن نافع ضمن المرجعية الدينية الجزائرية.

## إذاعة القرآن الكريم
تم اختيار المنشد «رشيد بلعالية» من طرف إذاعة القرآن الكريم الجزائرية عند تأسيسها لتكون أنشودته "فتحنا باسم فتاح لفتح الخير عنوان" هي الوصلة الإنشادية التي تُفتتح بها برامجها الصباحية.
وهذه الأنشودة في مدح الرسول محمد -صلى الله عليه وسلم- نصها:
فتحنا باسم فتاح، لفتح الخير عنوان ** شكرنا الله ذا عون، فحق العبد شكران
حمدناه بإجلال، وصلينا وسلمنا ** على من لم يكن لولاه أكوان وأزمان
رسول اسمه أحمد، نبي قدره أمجد ** خليل خلقه أسعد من الخلاق برهان
قرشي بشير هاشمي أبطحي بل ** أبر الناس ذو شأن لخير الرسل ختمان
هو الصدر المحلى ذاته بالحلية العليا ** هو البدر المعلى قدره لم يدر إنسان
تلألأ وجهه كالشمس نورا فيه تدوير ** مليح أزهر اللون ملاح الدهر غلمان
أزج أدعج العينين كهل أشكل أكحل ** ضليع فوه أقنى الأنف ذو الأهداب أجفان
بسيم أفلج الأسنان قد ضاءت ثناياه ** وفي الأقوال والضحك يرى كالنور أسنان
أسيل الخد تام القد لين لرد عالي اليد ** ولى الكف هل تدري من الديباج ليان
وذو خلق عظيم طيب الأخلاق ** يليق ذاته العالي لو المداخ حسان
فنرجو الله أن يجزيه خير الجزاء عنا ** على الأصحاب والأهل من الرحمن رضوان
فيارب الورى إنا عبيد جد بنا وارحم ** معاصينا كثير لا لها عد وحسبان
فهذا العبد ملهوف بفرط الذنب موصوف ** قليل الجرم والجرم كثير منك إحسان
رجائي منك غفران لذنب المادح الواني ** وللأسلاف والأخلاف ممن فيه إيمان

### مواضيع ذات صلة
- وزارة الثقافة الجزائرية
- ثقافة جزائرية
- ولاية الجزائر
- دائرة الحراش
- بلدية الحراش
- ثقافة جزائرية
- فرقة الأقصى
- فرقة التبصرة
- توفيق بوراس

### وصلات خارجية
- قناة رشيد بلعالية في اليوتوب
- موقع وزارة الثقافة الجزائرية

### فيديوهات القرآن الكريم
- رشيد بلعالية (أبو الفدا): تلاوة سورة النساء برواية ورش عن نافع على يوتيوب.
- رشيد بلعالية (أبو الفدا): تلاوة سورة مريم برواية ورش عن نافع على يوتيوب.
- رشيد بلعالية (أبو الفدا): تلاوة سورة المجادلة برواية ورش عن نافع على يوتيوب.
- رشيد بلعالية (أبو الفدا): تلاوة سورة الملك برواية ورش عن نافع على يوتيوب.
- رشيد بلعالية (أبو الفدا): تلاوة سورة النبأ برواية ورش عن نافع على يوتيوب.

### فيديوهات الأناشيد
- رشيد بلعالية (أبو الفدا): أنشودة نحب الله على يوتيوب.
- رشيد بلعالية (أبو الفدا): أنشودة بادر بالتوبة اليوم على يوتيوب.
- رشيد بلعالية (أبو الفدا): أنشودة أدعوك في جنح الدجى على يوتيوب.
- رشيد بلعالية (أبو الفدا): أنشودة ذنوبي على يوتيوب.
- رشيد بلعالية (أبو الفدا): أنشودة نريد الجنة على يوتيوب.